# Antoni Maksymilian Prokopowicz
Antoni Maksymilian Prokopowicz, krypt. i allonimy: J. J. K. K. L. W. P. K.; Jabłonowski Janusz; M. A. P.; M. P.; P.; X. P. P. K. K. K. (ur. w 1738 w Połonnem na Wołyniu, zm. 1807 w Kętach) – historyk i kaznodzieja, pijar, tłumacz, edytor, autor podręczników i powiastek.

## Życiorys
Urodził się w roku 1738 w Połonnem, w rodzinie szlacheckiej herbu Lubicz. Po wstąpieniu do zakonu pijarów (Podoliniec 1754) i ukończeniu studiów zakonnych został księdzem. Był nauczycielem w rozmaitych szkołach niższych i kolegiach (Radom, Łowicz, Wieluń, Góra, Warszawa). W środowisku warszawskim (za namową J. A. Załuskiego, W. Mitzlera de Kolof) podjął działalność literacką (edytorską i przekładową). Później wykładał retorykę w Podolińcu i Rzeszowie, głosząc jednocześnie kazania w Radomiu, Złoczewie i kościele katedralnym w Krakowie. Te ostatnie przyniosły mu uznanie i sławę kaznodziejską. Sam siebie określał jako „teologa nadwornego JKMci”. Ponadto wykładał teologię w krakowskim seminarium pijarskim. W tym okresie nawiązał bliższe kontakty z krakowskim wydawcą i drukarzem – Ignacym Greblem. W ten sposób stał się dostawcą licznych tekstów literackich tłoczonych w drukarni Grebla. Pisywał czasem anonimowo lub pod obcym nazwiskiem (prawdopodobnie swych możnych klientów). W roku 1790 otrzymał probostwo w Kętach i tam też po 17 latach zmarł.

## Twórczość
Ważniejsze wydane przez niego dzieła: „Życie Klemensa XIV papieża” (przekład z francuskiego, Kraków, 1778); „Listy papieża Klemensa XIV” (2 t., Kraków, 1779); „Przypadki wielkie z małych przyczyn” (Kraków, 1786); „Krótki zbiór chronologji historji kościelnej” (Kraków, 1787). Zasłynął jednocześnie z talentu kaznodziejskiego.

### Utwory i kazania
1. Nauka z przypadku, czyli moralne wierszem powieści do obyczajów młodzi przystosowane[2], Kraków 1784; wyd. anonimowe, lecz uchodzi za utwór Prokopowicza (Estreicher XXV, 1913, 279); teksty z tego druku przytacza sam Prokopowicz w poz. 5, wymieniając jednak jako autora Maksymiliana Popławskiego(!)
2. Przypadki wielkie z małych przyczyn[3], Kraków 1786; wyd. 2 Kraków 1792; dedykowane Ankiewiczowej, kasztelanowej sandeckiej; zbiór opowiadań; stąd też pochodzi Nieporządna miłość decymwira przekładem z Historii Liwiusza (porównaj J. Rudnicka: Bibliografia powieści polskiej 1601-1800, s. 249)
3. Usposobienie do dalszych nauk JMci pana Alojzego Andrzeja hr. Ankiewicza, syna kasztelana sandeckiego; inform. autor (zobacz Przekłady poz. 11), którą powtarza Estreicher
4. Sposób do Mszy Św. służenia dla JMci Alojzego Andrzeja hr. Ankiewicza, syna kasztelana sandeckiego, ułożony, Kraków 1788; druk anonimowy, autorstwo domniemane (Estreicher)
5. Sposób nowy, najłatwiejszy, pisania i czytania zarazem, dla panienek. Z przypisami dla nauczycielek[4], Kraków 1790; fragmenty przedr.: S. Tync w: Komisja Edukacji Narodowej. Wybór źródeł, Wrocław (1954) „Biblioteka Narodowa” seria I, nr 126; Z. Florczak, L. Pszczołowska w: Ludzie Oświecenia o języku i stylu t. 2, Warszawa 1958
6. Kazanie miane w czasie konsekracji kościoła Jeleśni dekanatu żywieckiego, diecezji tarnowskiej, w niedzielę XI po Świątkach, trzecią miesiąca sierpnia roku 1792[5], Kraków 1792
7. Kazanie na niedzielę zwaną vacat, brak miejsca i roku wydania.

W nieznanych obecnie rękopisach pozostawił Prokopowicz: Kazania; Wykład śś. Epistuł; Dziennik, czyli kronikę swego czasu.

### Przekłady
1. Opusculum de sacerdotio ex Italico traductum, Warszawa 1770; Jocher błędnie jako tłumacza wymienia Wacława Rzewuskiego, co prostuje Estreicher XXVI (1915) 567 według spisu autorskiego dołączonego do poz. 11
2. Opusculum de sacerdotio continuatio, Warszawa brak roku wydania
3. L. Caraccioli: Życie papieża Klemensa XIV Ganganellego. We francuskim języku przez jp. Caraccioli wydane, teraz przełożone na polski[6], Kraków 1778
4. L. Caraccioli: Listy papieża Klemensa XIV Ganganellego t. 1-2[7][8], Kraków 1778-1779; wyd. anonimowe; Bielski (s. 184) i Jocher przypisywali przekład Kornelowi Meszczyńskiemu; według inform. spisu autorskiego (zobacz poz. 11) przypisał Prokopowiczowi Sobieszczański i Estreicher (XXV)
5. Goussault: Portret damy poczciwej, rozsądnej i prawdziwie chrześcijańskiej, przez X. Goussaulta... Dla dam polskich przez X. P. P. K. K. K. przetłumaczony, Kraków 1779 (z dedykacją do Marianny z Trubiałowskich Gołębiowskiej), wyd. 2 Kraków 1789 (z dedykacją do Zofii z Małachowskich Duninowej); w wyd. 2 na karcie tytułowej wymieniono nazwisko tłumacza (...przez X. M. Propokowicza S. P. teologa nadwornego JKMci); tytuł ten wymieniono także w spisie przy poz. 11; przekł. przypisywano błędnie A. Trzcińskiemu
6. J. B. Massillon: Kazania... z francuskiego, przełożone przez J. O. Xcia J. J. K. K. L. W. P. K. t. 1: Na uroczystości Chrystusa Pana, Kraków 1779; t. 2: Na uroczystości Najświętszej Marii Panny, Kraków 1780; przedr. zobacz poz. 8, t. 2, 3
7. Filozofka, czyli rozmowa damy z filozofami (przekład), Kraków 1784; podpisane kryptonimem M. A. P.; tytuł wymieniono w spisie autorskim przy poz. 11
8. J. B. Massillon: Kazania... przełożone przez J. O. Xiąż JMci Janusza Jabłonowskiego, kanonika katedralnego łuckiego i warszawskiego, t. 1-10, Kraków 1785-1788; t. 2 i 3 są przedrukami poz. 6; z t. 5 jako osobna odbitka tytułowa wyszło: Kazanie... wielkopostne na Popielec, Kraków 1785; t. 10 wyszedł także w wydaniu tytułowym: Kazania dla panów, wielkiego i sławnego kaznodziei królewskiego... Tomik szczególny, Kraków 1788; autorstwo tytularne przekładu sprostował sam Propokowicz (zobacz poz. 11), za nim powtórzył to Estreicher (XXV).
9. C. Fleury: Zebranie krótkie chronologiczne historii kościelnej, napisanej przez ks. Fleury t. 1-2, Kraków (1786); wyd. anonimowe, o tłumaczu inform. Estreicher za Jocherem i samym autorem (porównaj poz. 11)
10. Ch. Gobinet: Nauki o nabywaniu cnoty w młodości[9], Warszawa 1786; o autorstwie tego przekładu inform. tłumacza w przedmowie
11. M. E. Bouvée de La Fite: Rozmówki, komedyjki, powiastki obyczajowe dla małych dzieci t. 1-2[10][11], Kraków 1786-1787; rękopis: Biblioteka Jagiellońska, sygn. 3384; dedykacja druku Ankwiczowej, kasztelanowej sandeckiej; na s. 264, t. 2, podano spis prac tłumacza
12. J. Müller: Podróże papieżów[12], Brzeg (Kraków) 1788; dedykowane Stanisławowi Minockiemu, kanonikowi krakowskiemu
13. Życie papieżów t. 1-2 (przekład), Kraków; druk nieukończony; arkusze wydrukowane przeznaczono na makulaturę (Estreicher XXV, 1913, 278)
14. Ch. Gobinet: Nauka o religii, w której wyłuszcza się, w co mamy wierzyć o Bogu, o Jezusie Chrystusie, o Kościele Katolickim, o cnocie, cz. 1-3, Kraków 1789 (dedykowane Ignacemu Bobrowskiemu; tytuł wymieniony w spisie przy poz. 11
15. Fryderyk II, król pruski: Pamiętnik od pokoju Hubertsburskiego r. 1763 aż do podziału zaboru krajów Polski r. 1775, pisany od Fryderyka króla pruskiego językiem francuskim[13], Brzeg (Kraków) 1789; dedykowane Janowi Biberszteynowi Starowieyskiemu; podpisana krypt. P
16. Fryderyk II, król pruski: Opisanie co się działo ważnego w Europie od r. 1774 do 1778[14], Brzeg (Kraków) 1789; druk nienotowany przez Estreichera; 1 egzemplarz znajduje się w Ossolineum
17. Fryderyk II, król pruski: Szkoła świata. Komedia we 3 aktach. Napisana przez Pana Satyryka, Kraków 1789; wyd. następne (tytułowe): Komedia króla pruskiego Fryderyka II. Napisana w 3 aktach, pod imieniem Satyryka, Kraków 1791; „Przedmowa do czytelnika” podpisana krypt. M.P.

Załączony do poz. 11 spis autorski wymienia ponadto następujące prace przekładowe, zapewne niedrukowane (Estreicher ich nie rejestruje): Kazania na egzekwiach..., p. X. Metzla; tamże (Kraków); Dyskurs Fleurego o historii; tamże: Boisera biskupa kazanie t. VI; Le Boux biskupa kazania t. II; O modlitwie dla młodych, tegoż (Cobineta); O naśladowaniu młodości Chrystusa, tegoż: O nabożeństwie do Najświętszej Marii Panny, tegoż; (porównaj Utwory i mowy poz. 2).

### Prace edytorskie
1. Ł. Górnicki: Rozmów o Dworzaninie napisanych przez JMć Pana Łukasza Górnickiego... cz. 1 (w niektórych egzemplarzach był jeszcze drugi tytuł: Dworzanin polski, czyli rozmowy dwie pierwsze o Dworzaninie przez...), Warszawa 1761; cz. 2 Warszawa 1762; fragmenty z przekładów wydawcy do obu części przedr. J. G. Styczyński, „Dziennik Wileński” 1818, t. 2, s. 91–99.